# Irlandia na Igrzyskach Imperium Brytyjskiego 1930
Irlandia wystartowała na Igrzyskach Imperium Brytyjskiego 1930 w kanadyjskiej miejscowości Hamilton jako jedna z 11 reprezentacji. Była to pierwsza edycja tej imprezy sportowej. Reprezentacja Irlandii zajęła dziewiąte miejsce w klasyfikacji generalnej, zdobywając jeden srebrny medal.
Reprezentacja Irlandii składała się z zawodników pochodzących zarówno z dzisiejszej Republiki Irlandii jak i z Irlandii Północnej. Na kolejnych igrzyskach kraje te wystartowały osobno, Irlandia Północna pod swoją nazwą, a pozostała część kraju jako Wolne Państwo Irlandzkie.

## Medale
| Dyscyplina    | Złoto | Srebro | Brąz | Razem |
| ------------- | ----- | ------ | ---- | ----- |
| Lekkoatletyka | –     | 1      | –    | 1     |
| Razem         | 0     | 1      | 0    | 1     |

### Medaliści
Lekkoatletyka
- William Britton – rzut młotem mężczyzn

### Skład reprezentacji
Lekkoatletyka
- William Britton - rzut młotem (47,13 m - 2. miejsce)
- W. Dickson - bieg na 880 jardów (odpadł w eliminacjach)
- Joe Eustace - bieg na 100 jardów (3. miejsce w swoim biegu eliminacyjnym), bieg na 220 jardów (odpadł w eliminacjach)
- M. O'Malley - bieg na 880 jardów (odpadł w eliminacjach)
- Jack O'Reilly - maraton (8. miejsce)